# Sumner (Iowa)
Sumner ist eine Kleinstadt (mit dem Status „City“) im Bremer County und zu einem kleinen Teil im Fayette County im US-amerikanischen Bundesstaat Iowa. Das U.S. Census Bureau hat bei der Volkszählung 2020 eine Einwohnerzahl von 2.030 ermittelt.

## Geografie
Sumner liegt im mittleren Nordosten Iowas am Little Wapsipinicon River, der über den Wapsipinicon River zum Stromgebiet des Mississippi gehört. Dieser bildet rund 90 km östlich die Grenze Iowas zu Wisconsin und Illinois.
Die geografischen Koordinaten von Sumner sind 42°50′51″ nördlicher Breite und 92°05′30″ westlicher Länge. Die Stadt erstreckt sich über eine Fläche von 6,55 km².
Nachbarorte von Sumner sind Hawkeye (21,6 km nordöstlich), Randalia (18,8 km östlich), Westgate (16,3 km südöstlich), Readlyn (26,9 km südwestlich), Tripoli (18,2 km westsüdwestlich), Frederika (21,2 km westnordwestlich) und Fredericksburg (21,9 km nordwestlich).
Die nächstgelegenen größeren Städte sind La Crosse in Wisconsin (158 km nordöstlich), Wisconsins Hauptstadt Madison (266 km östlich), Dubuque an der Schnittstelle der Staaten Iowa, Wisconsin und Illinois (149 km ostsüdöstlich), die Quad Cities in Iowa und Illinois (242 km südöstlich), Cedar Rapids (115 km südsüdöstlich), Waterloo (60,1 km südwestlich), Iowas Hauptstadt Des Moines (241 km in der gleichen Richtung) und Rochester in Minnesota (159 km nordnordwestlich).

## Verkehr
Der Iowa State Highway 93 führt in West-Ost-Richtung als Hauptstraße durch Sumner. Alle weiteren Straßen sind untergeordnete Landstraßen, teils unbefestigte Fahrwege sowie innerörtliche Verbindungsstraßen.
Der nächstgelegene Flughafen ist der 59,9 km südwestlich gelegene Waterloo Regional Airport, von wo aus durch Zubringerflüge mehrerer Fluggesellschaften Anschluss an die Großflughäfen Chicago O’Hare und Minneapolis-Saint Paul besteht.

## Bevölkerung
Nach der Volkszählung im Jahr 2010 lebten in Sumner 2028 Menschen in 869 Haushalten. Die Bevölkerungsdichte betrug 309,6 Einwohner pro Quadratkilometer. In den 869 Haushalten lebten statistisch je 2,24 Personen.
Ethnisch betrachtet setzte sich die Bevölkerung zusammen aus 98,5 Prozent Weißen, 0,1 Prozent Asiaten sowie 0,1 Prozent (zwei Personen) aus anderen ethnischen Gruppen; 0,6 Prozent stammten von zwei oder mehr Ethnien ab. Unabhängig von der ethnischen Zugehörigkeit waren 0,7 Prozent der Bevölkerung spanischer oder lateinamerikanischer Abstammung.
22,0 Prozent der Bevölkerung waren unter 18 Jahre alt, 52,6 Prozent waren zwischen 18 und 64 und 25,4 Prozent waren 65 Jahre oder älter. 54,2 Prozent der Bevölkerung waren weiblich.
Das mittlere jährliche Einkommen eines Haushalts lag bei 47.768 USD. Das Pro-Kopf-Einkommen betrug 25.419 USD. 8,6 Prozent der Einwohner lebten unterhalb der Armutsgrenze.